# Club de Fútbol Nacional de Tijuana
Il Club de Fútbol Nacional de Tijuana, noto comunemente come Nacional Tijuana, è stata una società calcistica messicana di Tijuana, filiale del Guadalajara.

## Storia
Il club nacque nel 1999 dopo che la federazione messicana impose il cambio di nome alla società, in quanto non erano accettate due squadre denominate "Chivas" nelle prime divisioni. Il club divenne quindi Nacional Tijuana per il fatto che vennero assunti giocatori prevalentemente messicani. Il logo fu aggiornato e la divisa divenne verde, bianca e rossa.
Il club riuscì a qualificarsi per la Liguilla solamente nel torneo Invierno 2001, dove fu estromesso ai quarti di finale dall'Atlético Mexiquense.
Al termine della stagione 2002-2003 il Guadalajara cedette la società al Atlético Yucatán terminando quindi l'accordo di partnership iniziato nel 1997. Il Nacional Tijuana acquistò quindi i diritti dei Colibríes de Morelos, riuscendo a mantenere la divisione e cambiando denominazione in Trotamundos de Tijuana.
Con la nuova denominazione disputarono il torneo di Apertura 2003, al termine del quale cedettero la franchigia al gruppo proprietario dei Petroleros de Salamanca esistiti negli anni '80,  che spostarono la sede sociale a Salamanca denominando la nuova squadra Troatamundos de Salamanca.